# Clover (Toriko Chiya)
Clover (クローバー?, Kurōbā) è un manga di Toriko Chiya pubblicato in Giappone sulla rivista Cookie da Shūeisha e in Italia da Star Comics.
L'autrice ha in seguito realizzato un sequel intitolato Clover trèfle (クローバー trefle?) ambientato dopo la fine delle vicende del primo Clover e che coinvolge una collega della protagonista. Quest'ultimo è stato serializzato su Cocohana ed è ancora in fase di pubblicazione.
Dalle vicende è stato prodotto nel 2014 un film live action della durata di due ore che ripercorre la trama del manga.

## Trama
Saya è una giovane impiegata presso un'azienda giapponese. A seguito di una delusione d'amore risalente al periodo del liceo, da sette anni la ragazza non frequenta uomini e non cerca di instaurare una relazione, incapace di superare il trauma. Inaspettatamente il suo superiore Susumo, dopo averla ripresa pubblicamente per una mancanza relativa al proprio lavoro, la invita ad un appuntamento che Saya declina. Partecipando a una riunione di ex allievi, Saya si imbatte in alcuni vecchi compagni di scuola e ne approfitta per chiedere informazioni circa il suo primo amore, che ora è felicemente sposato. Depressa, la ragazza si ubriaca al ristorante, finendo per essere trovata da Susumo al quale confida la propria situazione in un impeto di sincerità dovuto all'alcool e il suo capo le propone, come allenamento per superare la situazione, un nuovo appuntamento insieme.